# كالينيكوس بطريرك الإسكندرية
كالينيكوس بطريرك الإسكندرية للروم الأرثوذكس من 1858 الي 1861. كان رجل دين يونانيًا ولد في سكوتينا ، بيريا ، في عام 1800. توفي في ميتيليني عام 1889. 